# Giro d'Itàlia de 1914
El Giro d'Itàlia de 1914 fou la sisena edició del Giro d'Itàlia, una cursa ciclista organitzada i patrocinada pel diari La Gazzetta dello Sport. La cursa començà a Milà el 24 de maig, amb una etapa de 420 quilòmetres fins a Cuneo, i finalitzà el 6 de juny novament a Milà, després d'haver-se recorregut 3.162 quilòmetres distribuïts en 8 etapes. La cursa va ser guanyada pel ciclista italià Alfonso Calzolari, de l'equip Stucchi. Els també italians Pierino Albini i Luigi Lucotti finalitzaren en segona i tercera posició respectivament.
Fou la darrera edició del Giro abans de la Primera Guerra Mundial i el primer en què es comptà el temps dels ciclistes, deixant de banda la classificació per punts que s'havia fet en les edicions precedents.
És considerat el Giro més dur de tota la història: amb cinc etapes de més de 400 quilòmetres, i la mitjana de quilòmetres per etapa més gran; l'etapa més llarga de la història del Giro: la tercera, entre Lucca i Roma, de 430 quilòmetres, que fou guanyada per Costante Girardengo; es va córrer a la mitjana més baixa de totes les edicions disputades, 23,374 km/h; veié la màxima diferència entre el primer i segon classificat, 1 hora, 55 minuts i 26 segons; l'etapa amb major temps disputar, entre Bari i L'Aquila i 19h 20' 47" de cursa. Sols 8 ciclistes del 8a participants la finalitzaren.

## Participants
Abans de començar la cursa 98 ciclistes es van inscriure per prendre-hi part. D'aquests 35 eren ciclistes professionals amb equip, 41 eren professionals sense equip i 22 eren amateurs (aspiranti). Els principals favorits a la victòria final, segons aquesta llista inicial, eren el francès Lucien Petit-Breton i els italians Luigi Ganna, Carlo Galetti, Costante Girardengo, Giuseppe Santhià i Giuseppe Azzini.
El 24 de maig, quan començà el Giro, 81 ciclistes iniciaren la cursa, però sols d'aquests la finalitzaren a Milà l 7 de juny. Els ciclistes podien córrer de manera individual o formant part d'un equip. Vuit equips van participar en la cursa: Alcyon, Atala, Bianchi, Ganna, Gerbi, Globo, Maino i Stucchi.
La cursa comptà amb la presència de quatre antics vencedors del Giro d'Itàlia: Luigi Ganna, vencedor el 1909, el tres vegades vencedor Carlo Galetti (1910, 1911, 1912), Eberardo Pavesi que era membre de l'equip Atala que guanyà el Giro de 1912 i el vigent campió, Carlo Oriani. Altres destacats ciclistes que començaren la cursa foren Costante Girardengo, Angelo Gremo, Alfonso Calzolari i Giovanni Gerbi.

## Desenvolupament de la cursa
Aquesta edició del Giro s'inicià amb una maratoniana etapa entre Milà i Cuneo de 420 km i en què els ciclistes havien de superar l'alt de Sestriere. L'etapa es va disputar sota una intensa pluja i fortes ventades que obligà a l'organització a neutralitzar la cursa al pas per Susa per permetre als ciclistes canviar-se de roba. En l'ascens a Sestriere l'aigua passà a ser neu i els ciclistes hagueren de fer part de l'ascensió a peu. Sols 37 dels 81 homes que van prendre la sortida finalitzaren l'etapa, guanyada per Angelo Gremo amb gairebé un quart d'hora sobre els immediats perseguidors. En la segona etapa la classificació va canviar de manera dràstica, en guanyar Alfonso Calzolari amb gairebé mitja hora sobre Giuseppe Azzini. Calzolari passà a liderar la cursa amb més d'una hora sobre Costante Girardengo. En la tercera etapa Lauro Bordin va anar escapat durant 350 quilòmetres, la distància més llarga en què un ciclista ha anat escapat en solitari en la història del Giro d'Itàlia, però finalment fou superat per Girardengo. La quarta i cinquena etapes, de camí cap al sud, es van disputar per carreteres cada vegada en pitjor estat com més al sud anaven. Ambdues foren guanyades per Azzini, cosa que li va valer passar a liderar la cursa per tan sols 89 segons sobre Calzolari. A Bari homes com Girardengo, Giovanni Gerbi o Eberardo Pavesi arribaren fora de control. En la sisena etapa Luigi Lucotti necessità més de 19 hores per guanyar l'etapa, sent aquesta l'etapa amb un més temps de la història del Giro. Sols dotze homes finalitzaren l'etapa i entre ells no hi havia el líder, Azzini, que fou trobat per membres de l'organització dins un estable amb febre i una infecció pulmonar, causada per les llargues hores sota la pluja que dia sí, dia també, queia al damunt dels ciclistes. En aquesta mateixa etapa Calzolari, Durando i Canepari foren penalitzats amb tres hores per haver estat remolcats pels cotxes. Tot i la penalització Calzolari va passar a liderar la cursa. En les dues etapes finals no hi hagué canvis significatius, més enllà de veure com sols eren vuit els ciclistes que quedaven en competició i finalment Alfonso Calzolari guanyà la cursa amb gairebé dues hores sobre Pierino Albini.

## Resultats

### Resultat de les etapes
| Etapa | Data       | Recorregut       | Km  | Tipus d'etapa       | Vencedor d'etapa          | Líder de la general     |
| ----- | ---------- | ---------------- | --- | ------------------- | ------------------------- | ----------------------- |
| 1a    | 24 de maig | Milà – Cuneo     | 420 | Etapa amb muntanyes | Angelo Gremo (ITA)        | Angelo Gremo (ITA)      |
| 2a    | 26 de maig | Cuneo – Lucca    | 340 | Etapa plana         | Alfonso Calzolari (ITA)   | Alfonso Calzolari (ITA) |
| 3a    | 28 de maig | Lucca - Roma     | 430 | Etapa amb muntanyes | Costante Girardengo (ITA) | Alfonso Calzolari (ITA) |
| 4a    | 30 de maig | Lucca - Avellino | 365 | Etapa amb muntanyes | Giuseppe Azzini (ITA)     | Alfonso Calzolari (ITA) |
| 5a    | 1 de juny  | Avellino - Bari  | 328 | Etapa amb muntanyes | Giuseppe Azzini (ITA)     | Alfonso Calzolari (ITA) |
| 6a    | 3 de juny  | Bari - L'Aquila  | 428 | Etapa amb muntanyes | Luigi Lucotti (ITA)       | Alfonso Calzolari (ITA) |
| 7a    | 5 de juny  | L'Aquila - Lugo  | 429 | Etapa amb muntanyes | Pierino Albini (ITA)      | Alfonso Calzolari (ITA) |
| 8a    | 7 de juny  | Lugo - Milà      | 420 | Etapa amb muntanyes | Pierino Albini (ITA)      | Alfonso Calzolari (ITA) |

### Classificació general
Sols vuit ciclistes completaren les vuit etapes. La suma dels temps aconseguit en cadascuna de les etapes era sumat i el ciclista que menys temps aconseguí fou el vencedor de la classificació general.
| Classificació General                | Classificació General   | Classificació General | Classificació General |
| Pos.                                 | Ciclista                | Equip                 | Temps                 |
| ------------------------------------ | ----------------------- | --------------------- | --------------------- |
| 1                                    | Alfonso Calzolari (ITA) | Stucchi               | 135h 17' 56"          |
| 2                                    | Pierino Albini (ITA)    | Globo                 | + 1h 57' 26"          |
| 3                                    | Luigi Lucotti (ITA)     | Maino                 | + 2h 04' 23"          |
| 4                                    | Clemente Canepari (ITA) | Stucchi               | + 3h 01' 12"          |
| 5                                    | Enrico Sala (ITA)       | —                     | + 3h 59' 45"          |
| 6                                    | Carlo Durando (ITA)     | Maino                 | + 5h 12' 22"          |
| 7                                    | Ottavio Pratesi (ITA)   | Alcyon                | + 7h 20' 58"          |
| 8                                    | Umberto Ripamonti (ITA) | —                     | + 17h 21' 08"         |
| 81 participants, 8 acabaren la cursa |                         |                       |                       |

## A posteriori
Durant la cursa Calzolari, Canepari i Durando reberen una penalització de 3 hores per haver rebut ajuda d'un cotxe. En acabar el Giro la Unió Ciclista Italiana va dir que el jurat del Giro havia pres una decisió equivocada, ja que els tres ciclistes haurien d'haver estat expulsats de la cursa, amb la qual cosa Albini passava a ser el guanyador. L'organització del Giro no hi va estar d'acord, i va mantenir a Calzolari com a vencedor final. Les dues parts van anar als tribunals i el febrer següent es va donar la raó a l'organització del Giro. Després d'una nova apel·lació el juliol de 1915 Calzolari fou declarat el vencedor definitiu.

## Cultura popular
Com a resultat de la temible reputació que tingué el Giro del 1914, durant la tardor de 2012 l'escriptor britànic Tim Moore va disputar el recorregut del 1914 emprant una bicicleta i vestimenta d'època. Les seves gestes quedaren detallades al llibre de 2014, Gironimo! Riding the Very Terrible 1914 Tour of Italy.